# Museo delle Storie di Bergamo
Il Museo storico di Bergamo   o Museo delle Storie di Bergamo è la sede museale e amministrativa in Città Alta, nell'ex convento di San Francesco per quanto riguarda gli uffici, la biblioteca e gli archivi, e gestisce più sedi permanenti che studiano e espongono la storia politica, economica, e sociale della città e del suo territorio. Il polo museale offre anche ampi spazi per manifestazioni e mostre temporanee.

## Sedi museali permanenti

### Convento di San Francesco
Il convento di San Francesco si trova sul colle di Sant'Eufemia di Bergamo, nella parte alta presso l'antica piazza mercato del Fieno. Il fabbricato nel tempo ha variato molte destinazioni d'uso. Originariamente era convento francescano; divenne poi, dopo le soppressioni napoleoniche, sede di carceri e successivamente negli anni Trenta del Novecento sede scolastica. Conserva affreschi trecenteschi e quattrocenteschi in particolare del Maestro dell'Albero della Vita.
Ospita il Museo del Novecento con la presentazione di storie e di fatti inerenti il territorio,  la fondazione fotografia Sestini, nonché la La fotografia tra scienza , esperimenti e illusioni ottiche. Molte sono le mostre itineranti che i locali ospitano.

### Museo dell'Ottocento
L'edificio che ospita il museo dell'Ottocento vero e proprio, è la Rocca di Bergamo, la cosiddetta Scuola Bombardieri, fu costruito dentro il mastio della Rocca di Bergamo nel XV secolo durante la dominazione veneziana.
Negli anni tra il 1927 e il 1933 il complesso architettonico della Rocca, ormai di proprietà del comune di Bergamo, fu sottoposto a un restauro teso a riportarlo al suo aspetto medievale restituendolo come oggi può essere visto e facendone al tempo stesso il luogo della memoria della storia risorgimentale bergamasca.
Per la sua storia e per la sua architettura fu ritenuto il sito ideale per conservare e celebrare le testimonianze della partecipazione della comunità orobica alla lotta per l'indipendenza e l'unità d'Italia.
L'edificio all'interno del mastio, già Scuola dei Bombardieri, ospita dal 7 maggio 2004 il museo storico dell'Ottocento, erede del Civico Museo e Archivio del Risorgimento costituito nel 1917. Il museo testimonia l'importante partecipazione dei cittadini di Bergamo al fianco di Garibaldi.

### Museo del Cinquecento
Il museo del Cinquecento si trova nel Palazzo del Podestà in Piazza Vecchia. Fu istituito nel 2012 con l'intento di avvicinare i visitatori, attraverso le sale interattive, alla storia cittadina del XVI secolo, che ha modificato la vita della città orobica, sia sotto l'aspetto urbanistico, con la costruzione delle mura veneziane, che commerciale con i nuovi prodotti giunti dal Nuovo Mondo. Il museo fa parte della  rete dei musei che raccontano la storia della città

### Campanone
Il campanone, conosciuto con il nome di “Campanù” in dialetto bergamasco, è un monumento storico della città di Bergamo, costruito a partire dall'XI secolo dalla famiglia Suardi a scopo  politico e di prestigio. La struttura è dotata di un apparato campanario con orologio meccanico inserito nel XIV secolo. Fu sede carceraria. Nel XX secolo su oggetto di restauro con la collocazione di un ascensore che rende la struttura visitabile.

### Torre dei Caduti
La Torre dei Caduti si trova nel centro della città bassa presso i propilei di Porta Nuova. Venne innalzato alla memoria dei caduti della prima guerra mondiale. Il museo all'interno testimonia il progetto e la realizzazione del centro piacentiniano, di Marcello Piacentini, che ha dato importante sviluppo alla città dai primi anni del Novecento.

### Museo donizettiano
Il Museo donizettiano si trova nell'antica via Arena, una delle vie più antiche della parte alta della città, nel palazzo della Congregazione della Misericordia Maggiore, in quella che era la sala consiliare della congregazione.
Le due sale espongono cimeli riguardanti la vita del famoso musicista bergamasco Gaetano Donizetti, con alcuni dei suoi spartiti e strumenti musicali.

### Mura di Bergamo: il museo
Incluse nel percorso del museo delle Storie di Bergamo vi sono le mura veneziane, un percorso attraverso le mura e le quattro porte della città che furono edificate durante la dominazione veneziana dal 1561 al 1588. Il percorso ha la partenza da Porta Sant'Agostino, quella che guardava verso Venezia dove è posto il museo permanente che permette attraverso oggetti, e postazioni multimediali, la conoscenza delle mura con la storia della loro importante costruzione.